# Ungarische Kronjuwelen

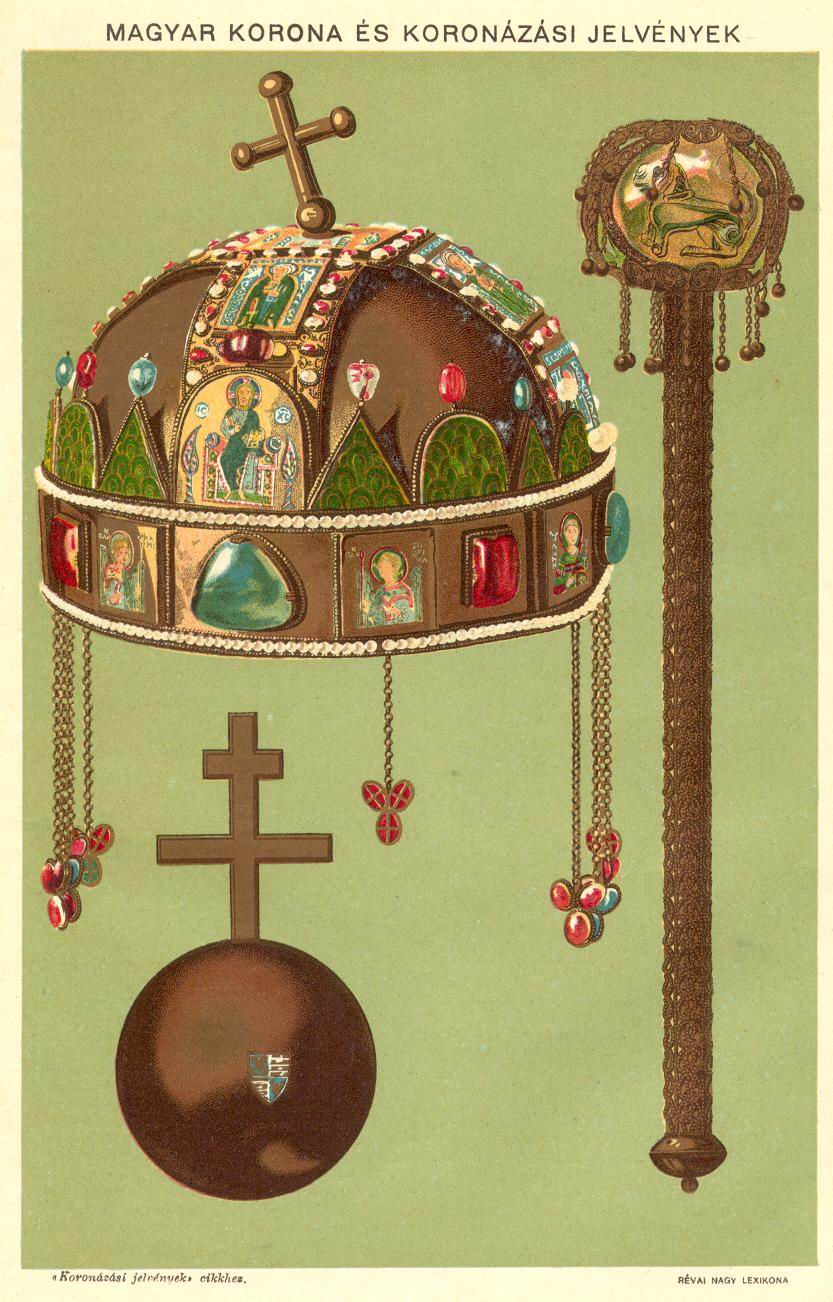
Stephanskrone, Reichsapfel und Zepter

Die ungarischen Kronjuwelen waren die Regalien des Apostolischen Monarchen von Ungarn in der über 900-jährigen Geschichte des Königreichs und sind teils frühmittelalterlichen Ursprungs.

## Beschreibung
Zu den Kronjuwelen gehören:
- Die Stephanskrone. Sie ist der berühmteste Teil der ungarischen Kronjuwelen und gilt als Symbol der ungarischen Reichseinheit. Die ursprüngliche Krone wurde im Jahr 1000 von Papst Silvester II. an den kurz zuvor zum Christentum übergetretenen König Stephan I. von Ungarn zu dessen Krönung übersandt, ging aber wohl um 1074 verloren. Die heutige Krone wurde dann in zwei Phasen zwischen dem 11. und 13. Jahrhundert hergestellt. Seit 1267 legte der ungarische Monarch seinen Treueschwur auf diese Krone ab. Als letzter wurde König Karl IV. (ung. IV Károly; zugleich Karl I. von Österreich) 1916 mit ihr gekrönt. In der wechselvollen Geschichte Ungarns wurde die Krone mehrmals gestohlen, vor Feinden in Sicherheit gebracht oder vergraben, was auch erklärt, weshalb die Krone etwas beschädigt und das Kreuz schief ist. 1945 gelangte die Krone in die Vereinigten Staaten und wurde erst 1978 von Jimmy Carter an Ungarn zurückgegeben. Seit 2000 wird sie zusammen mit dem Reichsapfel und dem Zepter im Kuppelraum des ungarischen Parlamentsgebäudes in Budapest aufbewahrt. Sie ist im Wappen Ungarns enthalten.[1]
- Der Reichsapfel. Er besteht aus vergoldeten Metallplatten und einem aufgesetzten Doppelkreuz (Patriarchenkreuz). Seine Entstehungszeit lässt sich aufgrund des darauf abgebildeten Wappens auf Anfang des 14. Jahrhunderts, genauer auf die Regierungsjahre von König Karl I. (I. Károly) oder Ludwig I. (I. Lajos) datieren.[1]
- Das königliche Zepter. Mit seiner besonderen Form ist es eines der ältesten seiner Art und das wohl wertvollste Stück der ungarischen Kronjuwelen. Es stammt aus dem 11. Jahrhundert und besteht aus einem dünnen, vergoldeten Griff aus Silber mit einer aufgesetzten Kugel aus Kristall von 7 cm Durchmesser, in die auf drei Seiten Motive eingearbeitet sind.[2]
- Das Krönungsschwert. Es wird zwar König Stephan I. zugeschrieben, stammt aber wohl aus Oberitalien und wurde im 15. Jahrhundert hergestellt. Das Schwert ist 89 cm lang, seine Klinge 6,5 cm breit.[2] Das ursprüngliche Schwert Stephans I. gelangte nach dem Tod von König Béla IV. nach Böhmen, wo es sich seit 1387 im Inventar des Prager Veitsdoms befindet.[3]
- Der Krönungsmantel. Er war ursprünglich ein liturgisches Gewand und besteht aus rosettenförmiger byzantinischer Seide. Laut einer Inschrift wurde er für König Stephan I. und seine Gemahlin Gisela von Bayern hergestellt, die den Mantel 1031 der Basilika von Székesfehérvár schenkte.[4]

## Galerie

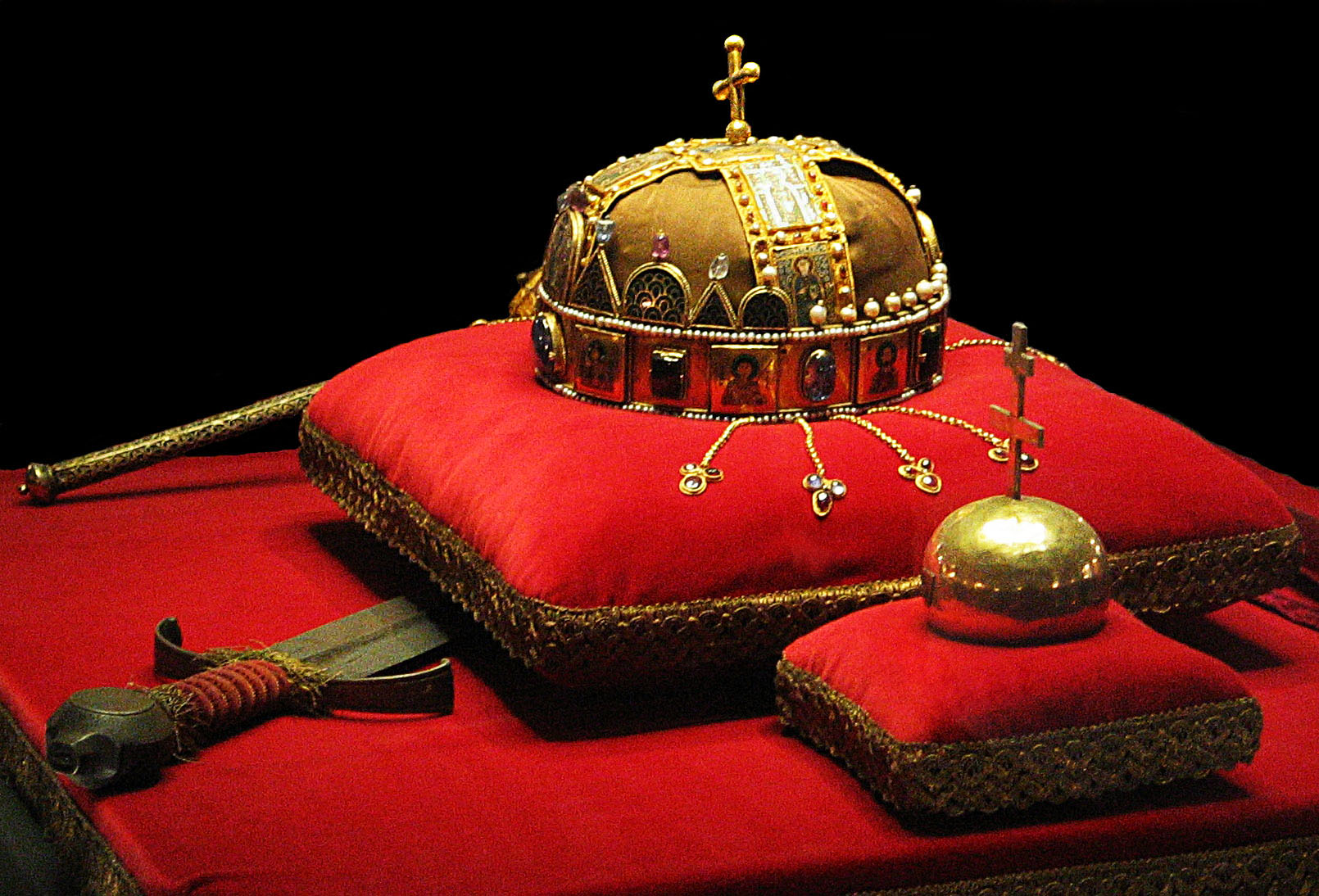
Krone, Reichsapfel, Schwert und Zepter im ungarischen Parlamentsgebäude in Budapest
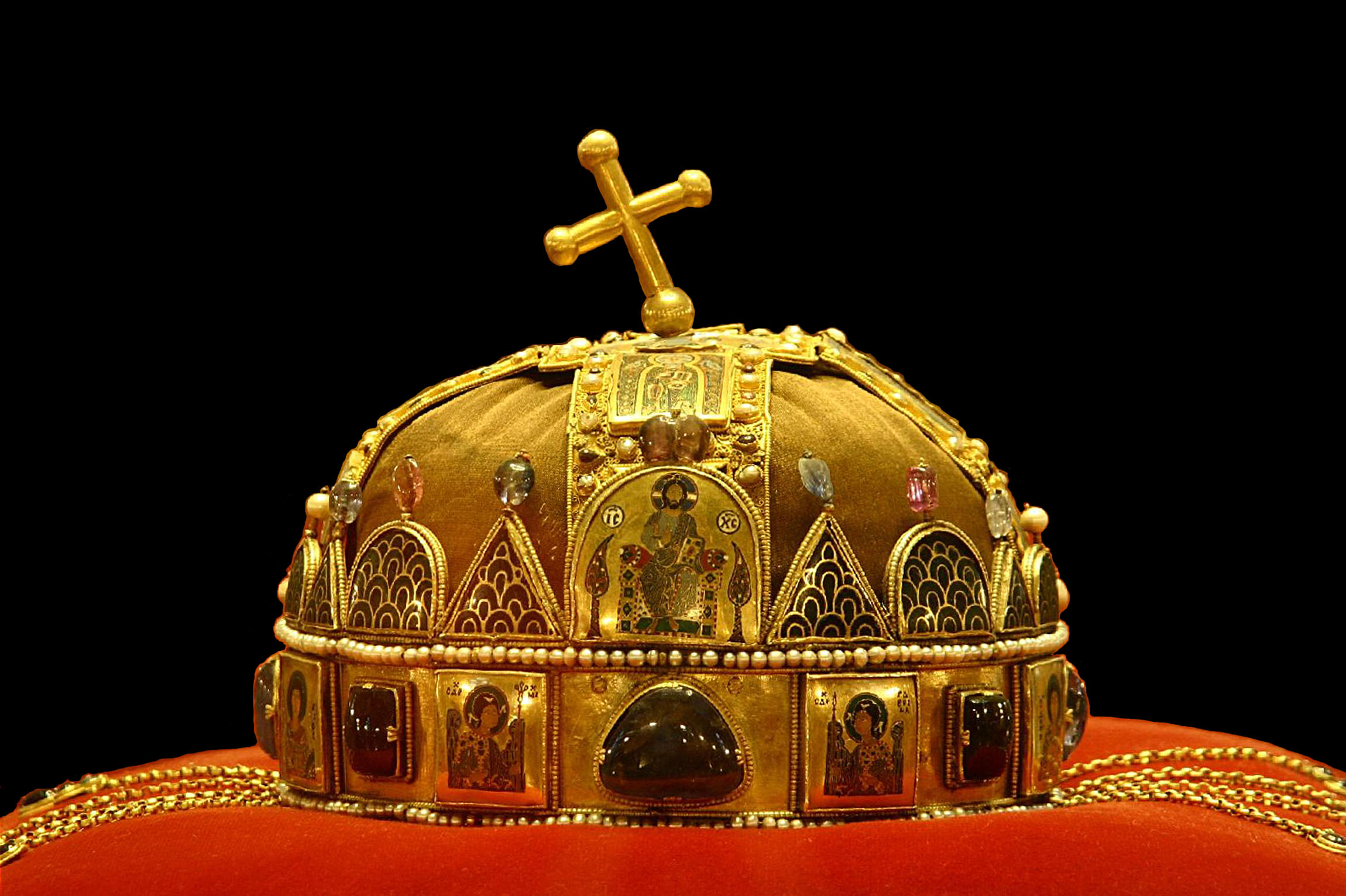
Die Stephanskrone
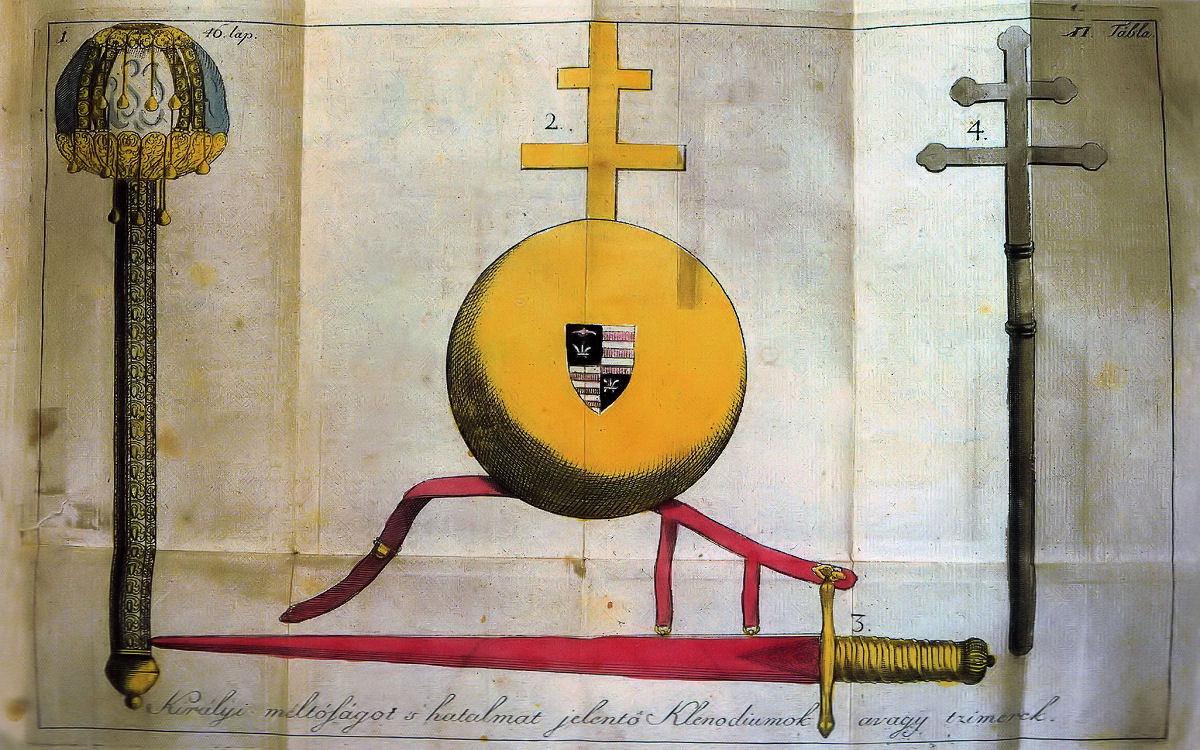
Reichsapfel und Zepter (Zeichnung von Sámuel Decsy 1792)
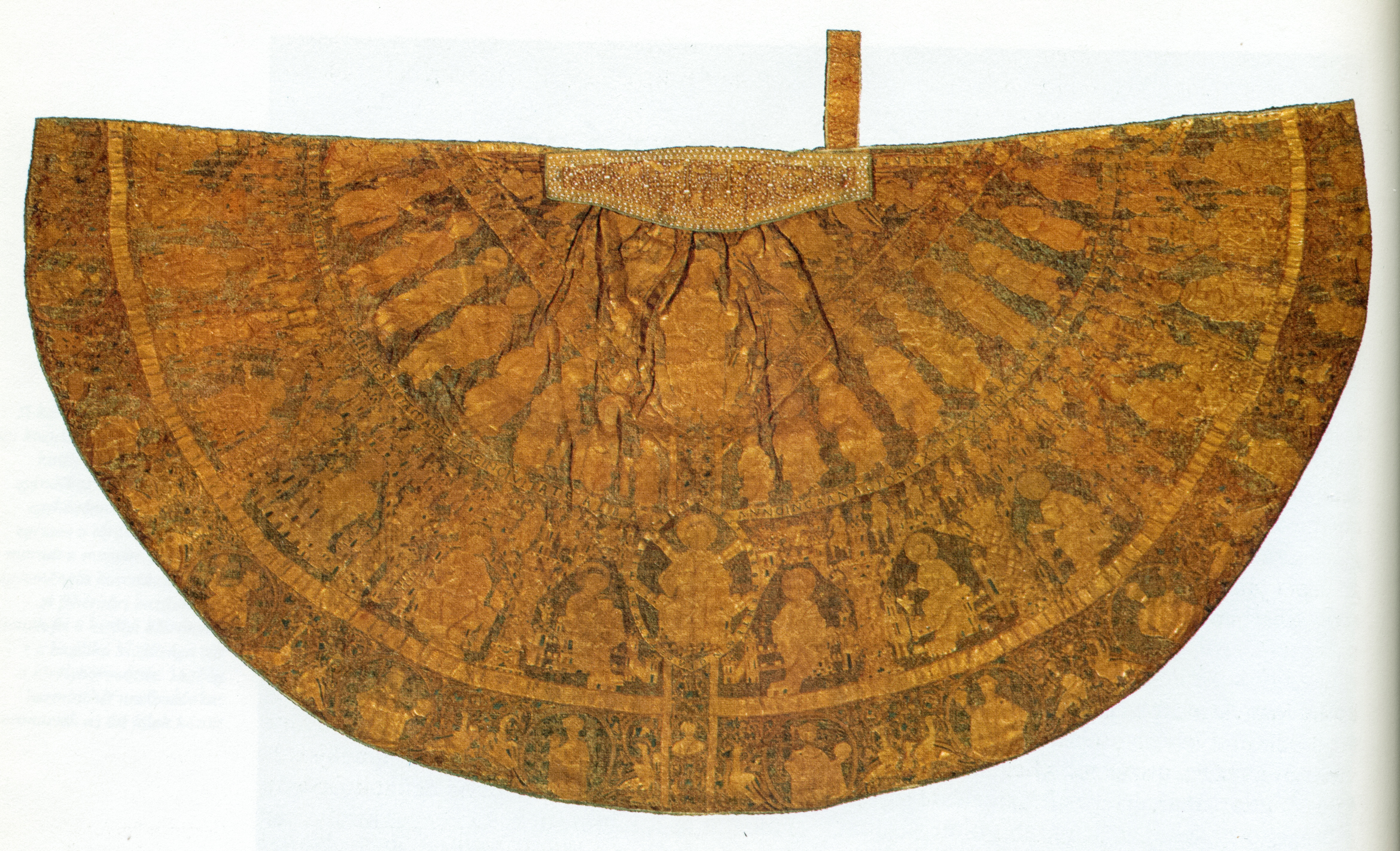
Der Krönungsmantel ist im Ungarischen Nationalmuseum ausgestellt
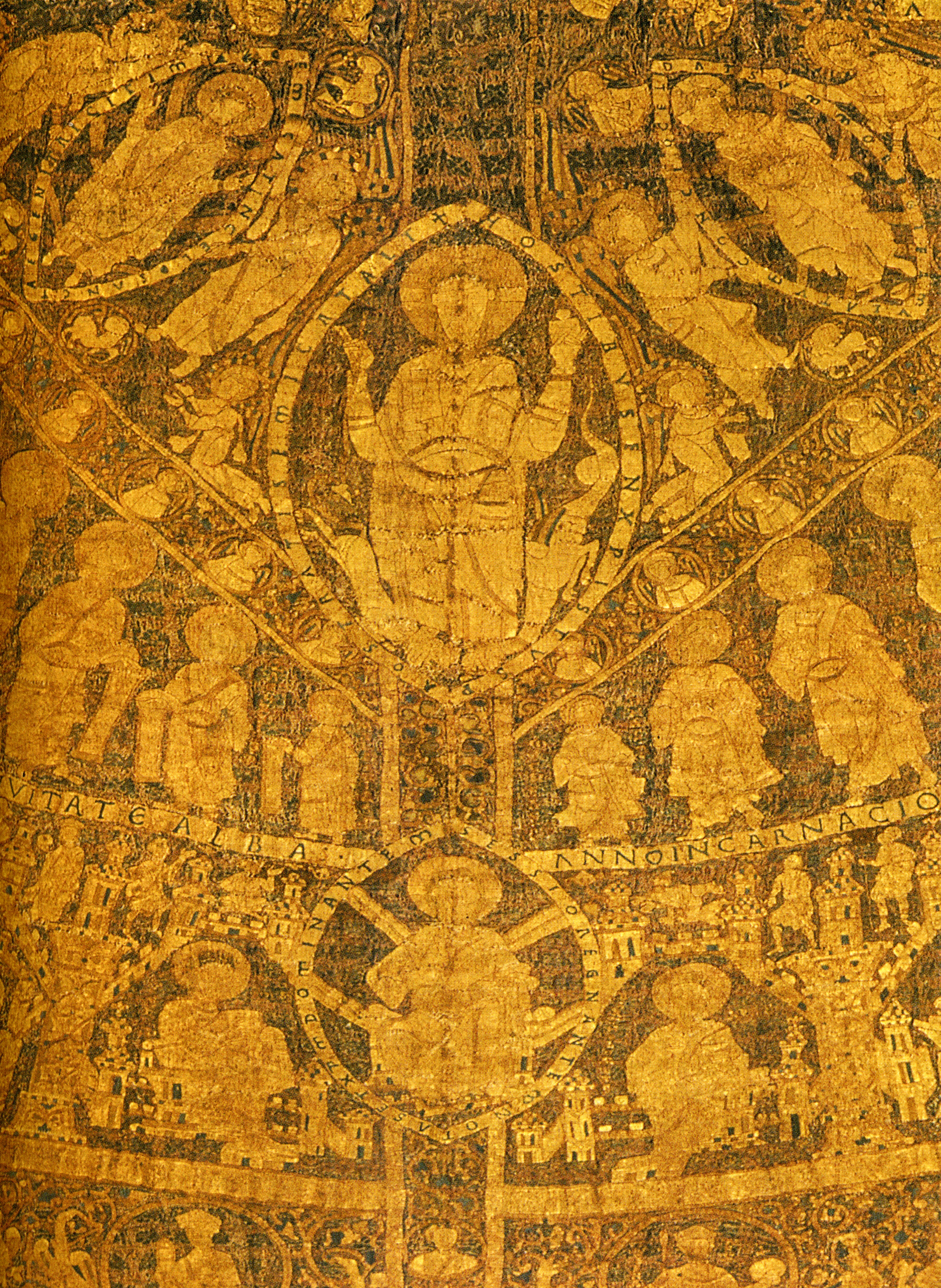
Krönungsmantel (Detail)